# قطعنامه ۱۷۵۶ شورای امنیت
قطعنامه ۱۷۵۶ شورای امنیت سازمان ملل متحد که در تاریخ ۱۵ مه ۲۰۰۷ تصویب شد، سندی بین‌المللی دربارهٔ اوضاع در مورد جمهوری دموکراتیک کنگو است. این قطعنامه طی نشست ۵۶۷۴ام با ۱۵ رای موافق، ۰ مخالف و ۰ ممتنع تصویب شد.